# Sharjahstadion
Het Sharjahstadion is een multifunctioneel stadion in Sharjah, een stad in Verenigde Arabische Emiraten. Het stadion wordt vooral gebruikt voor voetbalwedstrijden, de voetbalclub Sharjah FC maakt gebruik van dit stadion. Naast het stadion is een ander stadion dat dezelfde naam draagt, dit stadion wordt gebruikt voor cricket. In het stadion is plaats voor 11.073 toeschouwers. Het stadion werd geopend in 1966.

## Internationale toernooien
In 2003 werd van dit stadion gebruik gemaakt voor het Wereldkampioenschap voetbal onder 20, dat toernooi werd gespeeld van 27 november tot 19 december in de Verenigde Arabische Emiraten. In dit stadion werden 6 groepswedstrijd gespeeld. Tien jaar later werd het Wereldkampioenschap voetbal onder 17 hier gespeeld. Ook ditmaal waren er 6 groepswedstrijden. In 2019 dit een van de stadions voor het Aziatisch kampioenschap voetbal 2019. Er werden vijf groepswedstrijden gespeeld en een wedstrijd in de achtste finales.